# Cree Lake
Cree Lake je jezero v Saskatchewanu v Kanadě. je to čtvrté největší jezero v provincii a nachází se na západ od Sobího jezera a jižně od jezera Athabaska. Nevede sem žádná silnice, ale dá se tu přistát s malým letadlem. Je tu travnatá přistávací dráha Cree Lake (Crystal Lodge) Airport, která zajišťuje letecké spojení rybářské základny Crystal Lodge, rybářské chaty s leteckým dopravním spojením se světem,[zdroj?]
ale jinak tu není žádné lidské osídlení (ani vesnice, ani malá osada či jen samota).

## Druhy místních ryb
Zdejší nejběžnější druhy ryb zahrnují candáta severoamerického druhu Sander vitreus (anglicky walleye), okouny druhu Perca flavescens (anglicky yellow perch), štiky druhu Esox lucius (anglicky northern pike), siveny druhu Salvelinus namaycush (anglicky lake trout), lipany severními, síhy druhu Coregonus clupeaformis (anglicky lake whitefish), síhy druhu Coregonus artedi (anglicky cisco), mníky, pakaprovce druhu Catostomus commersonii (anglicky white sucker) a pakaprovci druhu Catostomus catostomus (anglicky longnose sucker).[zdroj?]

## Ostrovy
Jezero má několik velkých pojmenovaných a mnoho dalších menších nepojmenovaných ostrovů. Pojmenované jsou například:
- Auriat Island – je pojmenován po Jeanu Auriatovi, kanadskému vojáku zabitému 7. června 1944 při invazi do Normanie během útoku na německý radar v Douvres. [2]
- Cowie Island
- Dahl Island
- Davies Island
- Dixon Island (Saskatchewan)
- Fleming Island (Saskatchewan)
- Ispatinow Island – (na něm je přistávací plocha Cree Lake (Crystal Lodge) Airport a rybářská chata Crystal Lodge)[zdroj?]
- Johns Island (Saskatchewan)
- Keeping Island
- Laurier Island
- Pelletier Island
- Prowse Island
- Ring Island
- Rogers Island (Saskatchewan)
- Turner Island (Saskatchewan)